# Alexandra Lunca
Alexandra Lunca (n. 22 august 1995, Blaj, Alba, România) este o jucătoare română de fotbal pe postul de atacant.

## Carieră
Din 2012 până în 2018 a jucat în Superliga română pentru Olimpia Cluj, cu care a jucat în Liga Campionilor. În 2018 s-a transferat la Fortuna Becicherecu Mic.
A fost componentă a echipei naționale a României la care și-a făcut debutul oficial în luna noiembrie 2011 împotriva Spaniei la 16 ani, și ulterior ca junior international a jucat în 2012 la Campionatul European U19.

## Titluri
În cinci ani a câștigat cinci eventuri.
- 6 Campionate ale României: 2013, 2014, 2015, 2016, 2017, 2018
- 4 Cupe ale României: 2013, 2014, 2015, 2017